# 立花ハジメ
立花 ハジメ（たちばな はじめ）は、東京都出身の音楽家、グラフィックデザイナー。

## 人物・来歴
早稲田大学商学部卒業。WORKSHOP MU!!に師事しグラフィックデザイナーとして活動する傍ら1976年にテクノポップバンド「プラスチックス」を結成、ギターを担当し、1980年にはアイランド・レコードよりアルバムを世界発売。ワールドツアーを数回行った。
1981年、プラスチックスのアメリカツアー中にロサンゼルスでサックスを購入。その後の活動に結び付く。
プラスチックス解散後の1982年、サックスに転向。高橋幸宏をプロデューサーとして迎えて、初のソロ・アルバム『H』を発表。1983年、2ndアルバム『Hm』を発表する。
3枚目のアルバム『テッキー君とキップルちゃん』以降はテクノポップに回帰。
グラフィックデザイナーとしては自身の作品のほか、高橋幸宏、坂本龍一、矢野顕子、トーキング・ヘッズなどのディスクジャケット、ミュージック・ビデオ、舞台美術を手がけた。またタイポグラフィなどの分野でも活動。1991年ADC賞最高賞受賞。
1987年公開の映画「ラストエンペラー」に、映画制作の現場を知るため志願して、日本軍の通訳の役で出演。
1992年には初の個展「タイポグラフィ」を全国開催。
1993年には「スーパーテレビ情報最前線」の冒頭で立花が制作したオープニング映像が放送開始。このオープニング映像は2代目であり、2001年まで放送され、歴代最長のオープニング映像となった。
1995年にはスウォッチアーティスト・ヴァージョンのデザインを手がけ、またMacintosh用Adobe Illustratorのプラグイン「信用ベータ」を発表する。
1997年、現motherのeri、Buffalo Daughterの大野由美子らと「立花ハジメとLow Powers」を結成。ここでは5弦変則チューニングギター担当。アルバム「真摯」発表。

## ディスコグラフィー

### アルバム
1. H（1982年、アルファレコード）：高橋幸宏プロデュース。以下3枚、ソニー・ミュージックダイレクトから再発。
2. Hm〜ハーマイナー（1983年、アルファレコード）：高橋幸宏プロデュース
3. テッキー君とキップルちゃん Mr. Techie & Miss Kipple （1984年、アルファレコード）
4. 太陽さん TAIYO-SUN（1985年、ミディ）
5. Beauty & Happy（1987年、ミディ）
6. BAMBI（1991年、東芝EMI）：テイ・トウワとの共同プロデュース
7. Low Power（1997年、フォーライフ・レコード）
8. Low Powers - 立花ハジメとLow Powers名義（1997年、フォーライフ・レコード）
9. The End（2002年、Bounce Records）：自身の携帯サイトで配信していた着信音などを収録
10. Monaco（2013年、自主制作）：自身のレーベル「trafic.jp」からUSBメモリの特殊パッケージでリリースした。

### ベスト・アルバム
- 逢うは別れのハジメなり（1986年、アルファレコード）
- ベスト～ハジメヨケレバスベテヨシ（1990年、ミディ）

### 12インチ・シングル
- Repricant J.B.（1984年、アルファレコード）
- Beauty & Modern things（1986年、ミディ）:片面シングル。音楽が収録されていない面には手塚治虫画のレリーフが施された。
- happy（1986年、ミディ）

## 著書
- 『Application Tour』光琳社出版、1995年11月